# Зељасти екосистеми
Зељасти (травни) екосистеми су велике површине покривене зељастим биљкама, претежно травама и лептирњачама. Заједно са живим светом у њима чине екосистеме ливада, пашњака и степа. 
Зељасти екосистеми могу неколико пута да промене свој изглед у току годинем,а то зависи од врсте која у том тренутку цвета. Различит изглед тих екосистема назиба се аспекат.

## Одлике
Сви зељасти екосистеми имају исте одлике:
- Они су отворене заједнице са обиљем сунчеве светлости
- Великом површином везују Сунчеву светлосну енергију и смањују снагу ветрова
- Живот у њима се одвија изнад површине земље, у приземном спрату

## Ливаде и пашњаци
Ливаде су травни екосистеми које човек одржава косидбом. Ако се не одржавају они зарасту и постају шуме.
Пашњаци су површине на које се изводи стока на испашу.

## Биљне и животињске врсте
- Биљне врсте: Барска детелина, Црвена детелина, Жути звездан, Грахорица, Звончић, Воловско око, Дивљи каранфил, Ивањско цвеће, Ливадарка, Црвени вијук, Бусика и Попино цвеће
- Инсекти: Адмирал, Ластин репак, Купусар, Плавац, Скакавац и Богомољка;
- Животиње: зечеви, лисице, вукови, фазани, орлови и други

## Ланац исхране
Ланац исхране почиње са зеленим биљкама, наставља се преко потрошача и завршава са разлагачима.

## Групни начин живота
Све животиње су спојене у заједнице да би се лакше борили против непријатеља и лакше опстали. Оне си распоређене у различите заједнице.
- Инсекти живе у колонијама (пчеле, мрави, бумбари...).
- Слонови живе у породицама, које се удружују у крдо. Главна у крду је женка. Младунци могу да сисају било коју жену из крда.
- Гнуи пасу у крдима. Они немају предводника.
- Лавови живе у породицама. Женке иду у лов на плијен.
- Гепарди лове сами. Могу трчати и до 100 km/h.
- Леопарди лове ноћу. Они живе сами. Леопард убија и више него што му треба и остатак сакрива.